# Akha
Gli akha, chiamati anche ko o iko, sono un gruppo etnico dell'Indocina settentrionale proveniente dalla Cina (Yunnan) e dal Tibet. La maggioranza degli akha vive in piccoli villaggi di montagna in Cina, in Laos (dove fanno parte del gruppo dei lao sung), in Myanmar e nel nord della Thailandia (dove rappresentano una delle sei più popolose etnie di montagna). Una comunità minore si trova nel Vietnam settentrionale.

## Storia
Si ipotizza che assieme alle etnie dei lisu e dei lahu appartenessero un tempo alle tribù dei cacciatori lolo che nel XVII secolo controllavano le pianure di Paoshan e Teinchung nello Yunnan, fino all'invasione del 1644 delle armate cinesi della dinastia Ming. La migrazione degli akha dalla Cina cominciò circa due secoli fa, quando fuggirono dai conflitti che erano in corso nello Yunnan settentrionale cercando terre coltivabili verso sud. In Thailandia arrivarono agli inizi del XX secolo e l'immigrazione è tuttora in corso. Migliaia di akha che vivevano in territorio shan, lasciarono i loro campi e si trasferirono in Thailandia del nord a seguito delle devastazioni operate a partire dal 1949 da nazionalisti cinesi del Kuomintang fuggiti dopo la sconfitta nella guerra civile cinese.

## Distribuzione
La popolazione totale era di 568.000 individui secondo stime del 2007, suddivise nei seguenti paesi:
- Cina: 240.000 individui nelle zone meridionali dello Yunnan. Non vengono considerati tra i 56 gruppi etnici riconosciuti ufficialmente dal governo cinese, che li ha inseriti nel gruppo degli hani
- Birmania: 200.000 individui stanziati nello Stato Shan, nel nord-est del paese
- Laos: 66.100 individui nei villaggi delle province di Phongsali, Luang Namtha, Udomxai e Bokeo.[1]
- Thailandia: 56.600 nelle province settentrionali di Chiang Rai, Chiang Mai e Mae Hong Son
- Vietnam: 1.260 nelle province settentrionali di Quang Binh e Quang Tri (stima del 1995)[2]

## Cultura e stile di vita

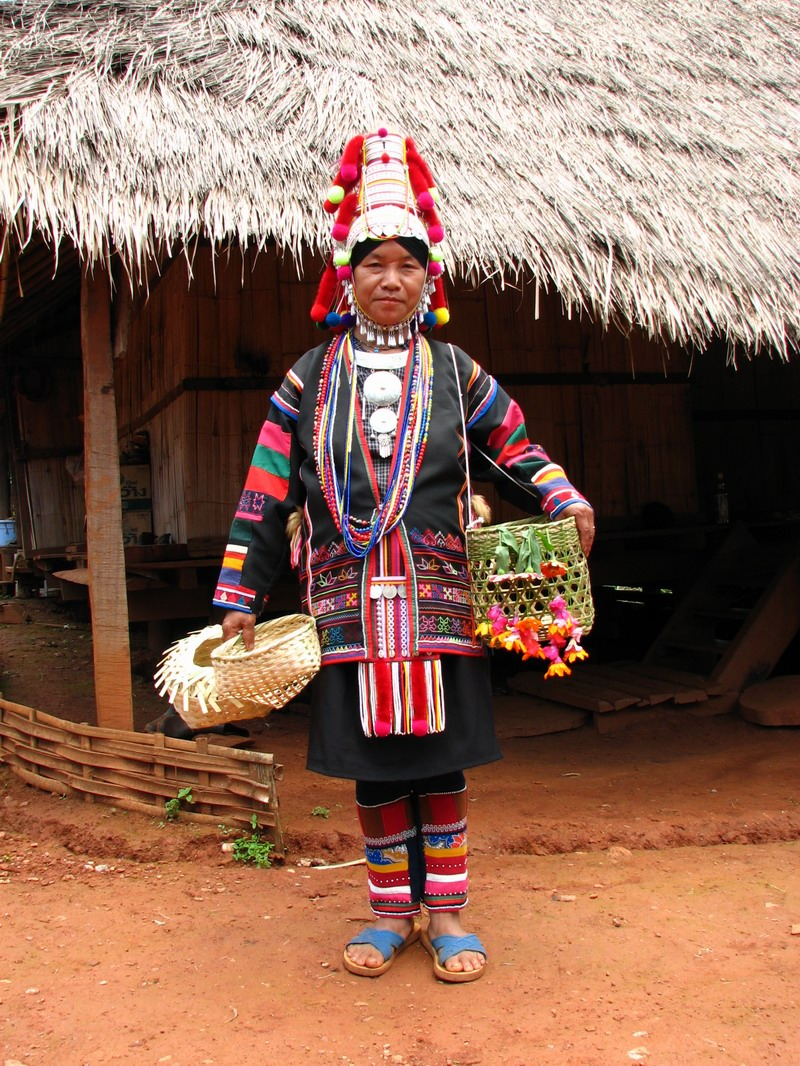
Donna Akha con il caratteristico costume

Generalmente gli akha vivono in palafitte o in case di bambù erette su basse piattaforme di legno in zone collinose o montane comprese tra i 600 ed i 1000 m s.l.m. L'ubicazione del villaggio, che di solito si compone di 40 o 50 abitazioni, viene scelta dallo sciamano in una zona deforestata con l'esecuzioni di riti religiosi. All'interno delle abitazioni un lato è per le donne e l'altro lato, occupato dai maschi, è usato come area pubblica. La vita quotidiana comprende abitudini e comportamenti particolari mutuati dalle superstizioni legate al culto degli spiriti, come l'infanticidio di gemelli o handicappati.
La società è di tipo patriarcale e gli uomini esercitano la supremazia. Il capovillaggio è esperto in cerimonie religiose e tribali ed è responsabile per le fonti d'acqua, il cimitero, la casa degli spiriti ecc. Tra i suoi compiti vi è anche quello di pacificare le liti. Vi è anche un ragazzo responsabile per i giovani del villaggio, per i quali organizza attività varie compresa l'accoglienza dei visitatori della comunità.
Quando gli akha si sposano vanno a vivere in una piccola capanna vicina all'abitazione dei genitori del marito, dove possono trasferirsi quando muore uno dei genitori. La nascita viene festeggiata con una cerimonia propiziatoria in cui si offrono sacrifici di due polli agli spiriti. Altri riti legati all'animismo vengono celebrati durante i funerali per garantirsi la benevolenza dello spirito del parente deceduto, che viene messo in una bara finemente intagliata e sepolto dopo due giorni di cerimonie.
Nella tradizione tribale, le donne akha vestono vecchi abiti neri molto vistosi con decorazioni multicolore che intessono nei telai del villaggio. Particolarmente originali sono i copricapi, adornati da cerchi in bambù, perline colorate e da antiche monete d'argento (da ritagli di alluminio per le meno abbienti). Alcune delle donne vanno nei mercati dei villaggi lao con la giacca sbottonata ed il seno in vista. Gli uomini vestono normali pantaloni e camicie vecchie e rotte. La comunità akha della città di Jinghong è perfettamente integrata con il resto delle etnie cittadine. Oltre a vestirsi di normali e ben curati abiti in stile occidentale, i suoi membri vivono in normali appartamenti ed alcuni sono anche proprietari di eleganti locali.
.

## Lingua
Parlano l'akha, una lingua della famiglia tibeto birmana, molto simile a quelle dei lisu e dei lahu. Gli akha non hanno un proprio alfabeto e si tramandano la storia ed i costumi con la tradizione orale, chiamata akhasang.

## Religione
Gli akha danno particolare importanza alla genealogia ed al culto degli antenati, la storia della famiglia a cui si appartiene viene tramandata e studiata sin da bambini. Professano l'Animismo, credono in un mondo pieno di spiriti buoni e cattivi che hanno il potere di intervenire sulla vita dell'uomo. Gli spiriti protettori sono quelli del villaggio e della casa, quelli da temere sono quelli della foresta e della montagna. Ai due ingressi del villaggio viene posto un cancello sacro in bambù in onore degli spiriti protettori della comunità. Una piccola parte della comunità si è convertita al Cristianesimo ed al Buddhismo.

## Economia
Gli akha usano spesso una forma distruttiva di bonifica del terreno chiamata debbio, che può portare all'eliminazione degli alberi più antichi, di specie di animali native e all'impoverimento del suolo. Sono contadini esperti e si concentrano sulle coltivazioni di riso, mais, soia e cotone, che vengono piantati a rotazione stagionale. Coltivano anche altri vegetali ed hanno una lunga tradizione nella coltivazione del papavero da oppio, di cui una parte degli abitanti del villaggio sono consumatori. In Thailandia tale tradizione è stata sradicata dal governo centrale.
Sono anche cacciatori efficienti, le cui prede talvolta includono specie in via di estinzione, e sono esperti nella raccolta di frutta e bacche selvatiche nella foresta. Allevano soprattutto maiali e polli, più raramente mucche e bufali. Questi animali sono considerati un lusso e vengono consumati solo in occasioni e celebrazioni speciali.

## Diritti umani ed altri problemi
L'etnia ha affrontato molti problemi riguardanti i diritti umani e la giustizia, particolarmente in paesi nazionalisti come Cina e Thailandia, in quanto le zone collinari in cui abitano sono adatte alla produzione di legname. Un altro motivo di controversia è la pratica del debbio che usano in agricoltura danneggiando le foreste nazionali e l'ecosistema nativo.
Molti bambini vengono venduti dalle famiglie ed introdotti nel giro della prostituzione infantile o mandati a lavorare nelle città, tali fenomeni stanno contribuendo all'erosione della cultura tribale. I portavoce di molti villaggi akha in Thailandia denunciano tra l'altro il trattamento iniquo da parte del governo: la copertura medica viene loro rifiutata così come la concessione della cittadinanza thailandese. Molti membri dei villaggi risultano immigrati clandestini.